# Brendan Dowler
Brendan John Dowler (Australia, 31 de enero de 1968) es un deportista paralímpico australiano que compite en baloncesto en silla de ruedas.

## Vida personal
Dowler es de Wollongong, Nueva Gales del Sur, tiene tres hermanos y está casado con dos hijos. Asistió a la Universidad de Wollongong, obteniendo un título en IT. Quedó parapléjico como resultado de un tumor en la columna vertebral. Cuando no entrena baloncesto en silla de ruedas, es un director de IT.
En 2008, trabajaba para Pillar Administration. Seguía trabajando con la empresa en 2017, tras ser adquirida por Mercer Administration Services.

## Baloncesto en silla de ruedas
Dowler está clasificado como un jugador 1.0. Empezó a jugar baloncesto en silla de ruedas en 1995.

### Equipo nacional
Representó a Australia por primera vez en 2001, y ha realizado más de 100 partidos con el equipo.

### Paralimpiadas
Dowler fue considerado para ser seleccionado para los Juegos Paralímpicos de Sídney 2000 pero no lo logró.
Fue parte del equipo nacional masculino de baloncesto en silla de ruedas de Australia ganador de la medalla de plata, en los Juegos Paralímpicos de Atenas 2004. Formó parte del equipo nacional masculino de baloncesto en silla de ruedas de Australia ganador de la medalla de oro, en los Juegos Paralímpicos de Pekín 2008,  por el cual recibió una Medalla de la Orden de Australia.

### Club de baloncesto
Durante su carrera en el club de baloncesto, Dowler jugó y ganó títulos nacionales con los Wollongong Rollerhawks y los Sydney Razorbacks.
En 2001 y 2003 fue nombrado uno de los All-Star Five de la NWBL, además en 2003 también fue nombrado el MVP de la NWBL.
En 2012 y 2017, Dowler fue nombrado «Entrenador del Año» de la NWBL en honor a su equipo, los Wollongong Roller Hawks, que ganó la Liga Nacional de Baloncesto en Silla de Ruedas de Australia.

## Orador
Dowler ha hablado en público. En noviembre de 2008, él y Brett Stibners hablaron en la función anual de la Escuela de Negocios de Sídney.

## Reconocimientos
- En 1999, Dowler fue premiado con el título de Universidad Azul por la Universidad de Wollongong.
- En 2004, Dowler y Tristan Knowles fueron premiados con el título de Estrella Deportiva del Año de Illawarra Mercury.[5]
- En 2008, Dowler, Tristan Knowles, Brett Stibners y Troy Sachs recibieron el título de Estrella Deportiva del Año de Illawarra Mercury.